# Sebastián Toro
Sebastián Patricio Toro Hormazábal (Santiago, Chile, 2 de febrero de 1990) es un futbolista profesional chileno que se desempeña como defensa central y actualmente es gerente deportivo del club Santiago City

## Trayectoria

### Debut y Colo-Colo
Debutó por el cuadro albo en la Copa Chile 2008 el 26 de septiembre de 2008 en el triunfo de 4-2 entre Colo-Colo y Fernández Vial en la Ciudad de Concepción en el Estadio Municipal de Concepción.
Después de aquello entró desde la banca en un partido amistoso en los últimos minutos ante Peñarol. Hasta que el día 13 de septiembre de 2009, el técnico Hugo Tocalli, lo pondría de titular, ya que Luis Mena estaba lesionado hasta el término del Torneo y Diego Olate no era de su gusto. Sebastián jugaría formando una pareja de centrales con quien señala como su referente, Miguel Riffo, el partido terminó en empate 1-1 frente a Unión Española, pero Toro dejó una buena impresión en cancha, no siendo sacado más de la titularidad, ese Torneo, Colo-Colo se consagrará campeón y en los premios anuales que hace la ANFP, ente encargado del fútbol chileno, Sebastián Toro fue elegido el mejor jugador joven del año.
Al siguiente año, 2010, Toro disputó la mayoría de los partidos de Colo-Colo como titular, y fue elegido en el equipo ideal de la ANFP, Colo-Colo ese año sale subcampeón, no dejando buena impresión a sus hinchas, pero Toro como uno de los más destacados del plantel.
A comienzos del Torneo de Apertura 2011, Sebastián fue "cortado" del plantel profesional por el técnico interino, Luis Pérez, medida que después continuó Américo Gallego, los rumores de indisciplina fueron creciendo, sus salidas a la discoteca fueron siendo más constantes y desgarros continuos fueron apartándole de la titularidad, que luego ganó Nelson Cabrera, Toro no volvió a jugar más en ese campeonato, algunas veces fue citado al banco, pero no jugó más, los rumores de que saldría del club fueron aumentando, hasta que el propio jugador confirmó que habló con el técnico Américo Gallego, y que tendrá una segunda oportunidad para el Clausura 2011, el 25 de junio de ese año regresó en el primer partido de la Copa Chile ante Universidad Católica en el Estadio Monumental, el resultado fue 0-3, Universidad Católica se presentó con juveniles y Colo-Colo con equipo mixto, entre ellos, Toro, quien no cuajó una buena actuación.

### Deportes Iquique
Después de un irregular 2011 se le manda en calidad de préstamo a Deportes Iquique por el 2012.

### Regreso a Colo-Colo
Para el 2013, regresó al Cacique, luego de finalizar su cesión en el cuadro nortino.
El día 4 de enero de 2013, sufrió una luxofractura de tobillo y peroné, lesión por la que fue intervenido quirúrgicamente y se especuló que se mantendría alejado de las canchas por tres o cuatro meses.
El 13 de abril de 2014, Colo-Colo se coronó campeón del Clausura 2014, bajando su estrella N°30 tras vencer por 1 a 0 a Santiago Wanderers por la fecha 15, partido en el que Toro ingresó a los 89' de juego en reemplazo de José Pedro Fuenzalida para cuidar el resultado.
En dicho certamen, Toro jugó solo 6 partidos, sumando 311 minutos en cancha y nunca logró ganarle la titularidad a Julio Barroso y Christian Vilches.
El 28 de mayo del mismo año, marcó un gol en la victoria por 3-1 sobre Rangers, en duelo válido por la Copa Chile 2014-15.
En el Apertura 2014, Colo Colo terminó tercero y Toro solo jugó 5 partidos, sumando tan solo 137 minutos. Además, sumó 5 partidos por Copa Chile, anotando un gol.

### Junior
En agosto de 2016 es contratado por Junior de Barranquilla, uno de los equipos más grandes de Colombia. Sebastián llega a Junior recomendado por el técnico Claudio Borghi, quien conoce de cerca al entrenador rojiblanco, Giovanni Hernández, ya que lo dirigió en Colo Colo.

### Palestino
El 31 de mayo de 2017 ficha en Club Deportivo Palestino para enfrentar el Torneo de Transición. El 5 de enero de 2018 anuncia que deja el club árabe.

## Selección nacional
Debutó a nivel absoluto con Chile el 5 de mayo de 2010 en un compromiso amistoso ante Trinidad y Tobago disputado en el Estadio Tierra de Campeones de Iquique que finalizó en victoria del conjunto chileno por 2 a 0. En dicho partido, anotó el segundo tanto de su selección a los 48' de juego, tras asistencia de Daúd Gazale.

### Partidos internacionales
Actualizado al último partido disputado el 11 de abril de 2012.
| 1     | 5 de mayo de 2010    | Estadio Tierra de Campeones, Iquique, Chile            | Chile                  | 2-0 | Trinidad y Tobago |   | Amistoso               |
| 2     | 9 de octubre de 2010 | Estadio Sheikh Zayed, Abu Dabi, Emiratos Árabes Unidos | Emiratos Árabes Unidos | 0-2 | Chile             |   | Amistoso               |
| 3     | 22 de enero de 2011  | StubHub Center, Carson, Estados Unidos                 | Estados Unidos         | 1-1 | Chile             |   | Amistoso               |
| 4     | 21 de marzo de 2012  | Estadio Carlos Dittborn, Arica, Chile                  | Chile                  | 3-1 | Perú              |   | Copa del Pacífico 2012 |
| 5     | 11 de abril de 2012  | Estadio Jorge Basadre, Tacna, Perú                     | Perú                   | 0-3 | Chile             |   | Copa del Pacífico 2012 |
| Total | Total                | Total                                                  | Presencias             | 5   | Goles             | 1 |                        |

| Selección chilena | Selección chilena | Selección chilena |
| Año               | Partidos          | Goles             |
| ----------------- | ----------------- | ----------------- |
| 2010              | 2                 | 1                 |
| 2011              | 1                 | 0                 |
| 2012              | 2                 | 0                 |
| Total             | 5                 | 1                 |

## Estadísticas

### Clubes
| Club                     | Div.          | Temporada     | Liga  | Liga  | Copas nacionales | Copas nacionales | Torneos internacionales | Torneos internacionales | Total | Total | Media goleadora |
| Club                     | Div.          | Temporada     | Part. | Goles | Part.            | Goles            | Part.                   | Goles                   | Part. | Goles | Media goleadora |
| ------------------------ | ------------- | ------------- | ----- | ----- | ---------------- | ---------------- | ----------------------- | ----------------------- | ----- | ----- | --------------- |
| Colo-Colo · Chile        | 1.ª           | 2008          | —     | —     | 1                | 0                | —                       | —                       | 1     | 0     | 0.00            |
| Colo-Colo · Chile        | 1.ª           | 2009          | 14    | 0     | —                | —                | —                       | —                       | 14    | 0     | 0.00            |
| Colo-Colo · Chile        | 1.ª           | 2010          | 26    | 1     | —                | —                | 8                       | 0                       | 34    | 1     | 0.03            |
| Colo-Colo · Chile        | 1.ª           | 2011          | 10    | 0     | 6                | 0                | 1                       | 0                       | 17    | 0     | 0.00            |
| Deportes Iquique · Chile | 1.ª           | 2012          | 31    | 0     | 2                | 0                | 2                       | 0                       | 35    | 0     | 0.00            |
| Colo-Colo 'B' · Chile    | 3.ª           | 2013          | 2     | 0     | —                | —                | —                       | —                       | 2     | 0     | 0.00            |
| Colo-Colo 'B' · Chile    | 3.ª           | 2013-14       | 1     | 0     | —                | —                | —                       | —                       | 1     | 0     | 0.00            |
| Colo-Colo 'B' · Chile    | Total club    | Total club    | 3     | 0     | 0                | 0                | 0                       | 0                       | 3     | 0     | 0.00            |
| Colo-Colo · Chile        | 1.ª           | 2013-14       | 11    | 0     | 1                | 0                | 1                       | 0                       | 13    | 0     | 0.00            |
| Colo-Colo · Chile        | 1.ª           | 2014-15       | 5     | 0     | 5                | 1                | —                       | —                       | 10    | 1     | 0.1             |
| Colo-Colo · Chile        | Total club    | Total club    | 66    | 1     | 13               | 1                | 10                      | 0                       | 89    | 2     | 0.02            |
| Deportes Iquique · Chile | 1.ª           | 2014-15       | 6     | 0     | —                | —                | —                       | —                       | 6     | 0     | 0.00            |
| Deportes Iquique · Chile | Total club    | Total club    | 37    | 0     | 2                | 0                | 2                       | 0                       | 41    | 0     | 0.00            |
| Ñublense · Chile         | 2.ª           | 2015-16       | 24    | 0     | 6                | 0                | —                       | —                       | 30    | 0     | 0.00            |
| Ñublense · Chile         | Total club    | Total club    | 24    | 0     | 6                | 0                | 0                       | 0                       | 30    | 0     | 0.00            |
| Junior · Colombia        | 1.ª           | 2016          | 8     | 0     | 4                | 0                | 2                       | 0                       | 14    | 0     | 0.00            |
| Junior · Colombia        | Total club    | Total club    | 8     | 0     | 4                | 0                | 2                       | 0                       | 14    | 0     | 0.00            |
| Palestino · Chile        | 1.ª           | 2017          | 8     | 0     | —                | —                | 2                       | 0                       | 10    | 0     | 0.00            |
| Palestino · Chile        | Total club    | Total club    | 8     | 0     | 0                | 0                | 2                       | 0                       | 10    | 0     | 0.00            |
| Total carrera            | Total carrera | Total carrera | 146   | 1     | 25               | 1                | 16                      | 0                       | 187   | 2     | 0.01            |
| 1. 2. 3.                 |               |               |       |       |                  |                  |                         |                         |       |       |                 |

## Palmarés

### Campeonatos nacionales
| Título           | Club      | País  | Año    |
| ---------------- | --------- | ----- | ------ |
| Primera División | Colo-Colo | Chile | 2008-C |
| Primera División | Colo-Colo | Chile | 2009-C |
| Primera División | Colo-Colo | Chile | 2014-C |

### Distinciones individuales
| Distinción                                 | Año  |
| ------------------------------------------ | ---- |
| Parte del Equipo Ideal de El Gráfico Chile | 2009 |
| Mejor Jugador Joven de Chile               | 2009 |
| Parte del Equipo Ideal del fútbol chileno  | 2010 |
| Parte del Equipo Ideal de El Gráfico Chile | 2010 |